# World of Springfield
World of Springfield (Mundo de Springfield en Español) es una serie de figuras de acción con los personajes de la comedia animada Los Simpsons. La línea funciono entre 1999 y diciembre de 2004 y fue lanzado por la empresa Playmates Toys.
La serie de figuras de acción de juguete fue llamado World of Springfield, ya que el concepto de la línea fue para coleccionistas para construir una Springfield miniatura mediante una serie de figuras de acción interactivas y juegos. Eventualmente abarco más de 200 figuras diferentes y personajes de la serie, 40 juegos interactivos (recreaciones de juguetes de los escenarios interiores de Los Simpson y los escenarios de la ubicación de la ciudad dentro de Springfield) y tres escenarios de la ciudad de diorama no interactivos.

## Historia
Desde su lanzamiento en diciembre de 1999 durante un aumento de la popularidad de las comedias animadas, las figuras de Playmates Interactive World of Springfield se convirtieron inmediatamente en un éxito al centrarse en la creciente oferta de personajes del programa y proporcionar entornos interactivos con clips de audio del programa.
La primera ronda de juguetes contenía seis figuras y un juego y fue vendido por $85 USD en noviembre de 2004. En ese momento, la figura de Waylon Smithers de la segunda ola se consideró raro y evaluada en $20 USD y Glow-in-the-Dark-Radioactive Homer, que se distribuyó a través de una oferta por correo de la revista ToyFare 2000, se considera la más rara de todas. la línea.

## Nivel de éxito
El atractivo de mercado masivo de Los Simpsons abarca a todos, desde niños pequeños que aman la comedia slapstick, hasta adulto de todas las edades que aprecian las bromas y situaciones que funcionan en múltiples niveles de nuestro intelecto. Al igual que otras series de TV clásicas, los fans recuerdan y citan las líneas, y Playmates Toys se encarga de capturar ese atractivo con sus juegos interactivos.
Cada figura venia con su propio chip ''codificado'' generalmente colocado en el pie del personaje que cuando se contactaba con la pestaña ''gatillo'' en cada juego completaba el circuito, por lo que al presionar un botón cercano, escucharía la reproducción de una a cinco frases para ese personaje.Las características únicas incluyen reproducción de audio del programa y el actor de voz real; colocar la figura de Homer Simpson en un juego apropiado activaría la reproducción de una cita interpretada por Dan Castallaneta en el episodio original. Cada juego contenía citas y presentaciones de clips de voz para una variedad de personajes, de modo que colocar la figura de Marge Simpson o la figura de Bart desencadenaría diferentes citas y clips de voz. Una limitación fue que no todos los personajes trabajaron con todos los juegos, algunos por razones de lógica de la historia (el personaje podría no aparecer en ese escenario), la logística de lanzamiento (las cifras se publicaron mucho después de un juego) o presumiblemente por razones de costo (ya que cada clip de voz tenía que ser aprobado y autorizado).
Los conjuntos se lanzaron durante la burbuja dot-com y un entorno económico saludable en Estados Unidos. Las cifras entre sí estuvieron entre $5.99 USD y $7.99 USD cada una, mientras que los conjuntos de juegos oscilaron entre $20 USD hasta $25 USD cada uno a finales de 2004. También hubo lanzamientos especiales que estuvieron a un precio de $60 USD. Incluso con una venta minorista mínima, más de 200 figuras y 40 sets de juego significaron un gran compromiso financiero. Además, había una docena de figuras exclusivas y enviadas por correo que requerían trabajo adicional para obtener las figuras, a menudo a través de una subasta en línea. Sin embargo, el éxito inicial de la serie y la economía saludable agregaron un impulso adicional a la línea durante algunos años más.

## Fin de la línea
La línea terminó a mediados de 2004, debido a una serie de factores, entre las que más destaca las bajas ventas. Otros factores incluyen la ''fatiga de los coleccionistas'', el patrón de publicación de las figuras, el tamaño de la línea de las figuras que es difícil para los recién llegados, la des aceleración de la economía, la situación cambiante de la venta de juguetes y la relación de Playmates Toys con 20th Century Fox.